# Luz Cipriota
María Luz Cipriota (Buenos Aires, 6 de septiembre de 1985) es una actriz, bailarina clásica y modelo argentina.

## Carrera
Comenzó su carrera como actriz cinematográfica en 2006 protagonizando el filme Déficit, dirigido por Gael García Bernal en México. Ese mismo año trabajó en televisión personificando a Clara en la telenovela El refugio, posteriormente participó en programas como Reinas Magas, Casi ángeles y Valentino, el argentino. 
En 2009 protagonizó la telenovela Herencia de amor, en la que interpreta a Verónica Cabañas.
Un año más tarde participó en el unitario Decisiones de vida. En 2012, la cadena RAI la convoca para formar parte de la segunda temporada de la miniserie italiana Terra ribelle. Durante ese año y hasta 2013 formó parte del elenco de la telenovela Sos mi hombre. En julio de ese año realizó una participación especial en la telecomedia Los vecinos en guerra.
Su debut en cine se produjo en el año 2006 cuando protagonizó Déficit, el primer film dirigido por Gael García Bernal. Posteriormente se desempeñó en películas como No Polo Widow de Blake Mycoskie, Histórias de Amor Duram Apenas 90 Minutos de Paulo Halm, Desmadre de Jazmín Stuart y Naturaleza muerta de Gabriel Grieco.
En 2014 protagoniza junto a Mariano Torre la miniserie Coma en la TV Pública, ese mismo año tiene una participación en Tu cara me suena 2. En 2015 interpretó a Jessi en Socios por Accidente 2. En 2016, interpretó tanto a Tamara en la serie Soy Luna como a Altea en la serie 2091, ese mismo año actuó en el filme italiano Onda su onda donde protagoniza junto a Alessandro Gassmann y Rocco Papaleo hablando en italiano. En 2017, Cipriota interpretó a Bianca, la novia de Paulina (Inés Estévez) en el unitario de Canal 13, El Maestro.
En 2018 se une a la tercera temporada de Las chicas del cable, serie original de la plataforma Netflix. En ella interpreta a la esposa argentina de Uribe, el dueño de la compañía telefónica.

## Vida personal
Cipriota es hija del que fuera el presidente de la Confederación Argentina de Sóftbol y miembro del consejo del Comité Olímpico Argentino, Jacinto Cipriota, quien falleció el 9 de octubre de 2024 en un accidente automovilístico con su moto.

## Filmografía

### Cine
| Año  | Película                                  | Personaje        | Director                      |
| ---- | ----------------------------------------- | ---------------- | ----------------------------- |
| 2006 | Déficit                                   | Dolores          | Gael García Bernal            |
| 2007 | No polo widow                             | Alicia           | Blake Mycoskie                |
| 2008 | Historias de amor duram apenas 90 minutos | Carol            | Paulo Halm                    |
| 2008 | Música en espera                          | Mujer film       | Hernán Goldfrid               |
| 2011 | Desmadre                                  | Olimpia          | Juan Pablo Martínez           |
| 2015 | Naturaleza muerta                         | Jazmín           | Gabriel Grieco                |
| 2015 | Socios por accidente 2                    | Gerda Lenzlinger | Nicanor Loreti y Fabián Forte |
| 2016 | Onda su onda                              | Gilda Mandarino  | Rocco Papaleo                 |
| 2019 | Rifkin's Festival                         |                  | Woody Allen                   |
| 2020 | Respira                                   |                  | Gabriel Grieco                |
| 2022 | Axiomas                                   | Isabela Ribero   | Marcela Luchetta              |

### Televisión
| Año       | Título                     | Personaje                    | País                                       |
| --------- | -------------------------- | ---------------------------- | ------------------------------------------ |
| 1998      | Verano del 98              | Natalia                      | Bandera de Argentina                       |
| 2005      | Hombres de honor           | Felicitas Matienzo           | Bandera de Argentina                       |
| 2006      | El refugio                 | Clara "Clarita" Mendiazaval  | Bandera de Argentina                       |
| 2007      | Casi ángeles               | Brenda Azúcar                | Bandera de Argentina                       |
| 2007-2008 | Reinas Magas               | Gala                         | Bandera de Argentina                       |
| 2008-2009 | Valentino, el argentino    | Anahí                        | Bandera de Argentina · Bandera de Colombia |
| 2009-2010 | Herencia de amor           | Verónica Cabañas             | Bandera de Argentina                       |
| 2011      | Decisiones de vida         | Virginia "Ep: Llegar al sol" | Bandera de Argentina                       |
| 2012      | Terra ribelle 2            | Isabella Puccini             | Bandera de Italia                          |
| 2012-2013 | Sos mi hombre              | Eva Catalina Ochoa           | Bandera de Argentina                       |
| 2013      | Los vecinos en guerra      | Ana Rodríguez                | Bandera de Argentina                       |
| 2014      | Coma, el amor te despierta | Aurora                       | Bandera de Argentina                       |
| 2015      | 4 reinas                   | Simone Urrutia               | Bandera de Argentina                       |
| 2015-2016 | ¿Quién es quién?           | Madison Ramison López        | Bandera de Estados Unidos                  |
| 2016      | 2091                       | Altea                        | Bandera de Colombia                        |
| 2016-2017 | Soy Luna                   | Tamara Ríos                  | Bandera de Argentina                       |
| 2017      | El maestro                 | Bianca Lotti                 | Bandera de Argentina                       |
| 2018      | Las chicas del cable       | Valeria Casini               | Bandera de España                          |
| 2018      | Rubirosa                   | Eva Perón                    | Bandera de México                          |
| 2021      | Luis Miguel: la serie      | Lucía Miranda                | Bandera de México                          |
| 2022-2024 | Élite                      | Roberta Goldstein            | Bandera de España                          |

### Videoclips
| Año  | Videoclip           | Artista           | Director     |
| ---- | ------------------- | ----------------- | ------------ |
| 2010 | «Nueva farándula»   | Walter Domínguez  | Pablo Bustos |
| 2011 | «Corré»             | Patricio Arellano | Andrés Arbit |
| 2012 | «Ella ya me olvidó» | Walter Zeinal     | Pablo Bustos |

## Teatro
| Año  | Título                                |
| ---- | ------------------------------------- |
| 2007 | El burdel de París                    |
| 2008 | Reinas magas y el imán de los cuentos |
| 2011 | Alegreto                              |
| 2012 | Frustrados en Baires                  |
| 2013 | Más de 100 mentiras                   |
| 2014 | Pegados, el musical                   |
| 2014 | Primeras damas                        |

## Premios y nominaciones
| Año  | Galardón      | Categoría         | Obra       | Resultado |
| ---- | ------------- | ----------------- | ---------- | --------- |
| 2018 | Martín Fierro | Actriz de reparto | El maestro | Ganadora  |